# Tony Lochhead
Tony James Lochhead (* 12. Januar 1982 in Tauranga) ist ein ehemaliger neuseeländischer Fußballspieler.

## Vereinskarriere
2001 ging Lochhead in die USA an die University of California, Santa Barbara um ein Studium des Chemieingenieurwesens anzutreten. Zudem spielte er im Fußballteam der Uni, den Gauchos, bei denen er Leistungsträger war. 2004 spielte er einige Zeit bei Orange County Blue Star in der USL Premier Development League, bevor er sich für den MLS SuperDraft 2005 anmeldete und in der 3. Runde an 33. Stelle von New England Revolution ausgewählt wurde.
Der 2004 zu Neuseelands International Young Player gewählte Verteidiger unterschrieb im September 2005 einen Profivertrag mit New England und kam in der Saison 2006 zu 16 Einsätzen. In den Play-offs, bei denen New England Revolution bis ins Finale vorstieß, blieb er unberücksichtigt. Im April 2007 wurde er von seinem Klub freigestellt um einen Platz für den zuvor gedrafteten Bryan Byrne zu schaffen.
Einen Monat später unterschrieb er einen Zwei-Jahres-Vertrag beim neu gegründeten neuseeländischen A-League-Team Wellington Phoenix. Insgesamt blieb Lochhead bis 2013 bei der Mannschaft. Er erzielte 1 Tor in 131 Spielen.
Im Dezember 2013 wechselte er zurück in die Major League Soccer und spielte ab diesem Zeitpunkt für CD Chivas USA. Nachdem die Mannschaft Ende 2014 aufgelöst worden war, beendete er seine Karriere.

## Nationalmannschaft
Lochhead vertrat die neuseeländische U-17-Auswahl bei der U-17-Weltmeisterschaft 1999 in Neuseeland. Er kam in allen drei Vorrundenpartien zum Einsatz, unter anderem beim überraschende 2:1-Erfolg im letzten Gruppenspiel gegen Polen. In der Qualifikation für das olympische Turnier 2004 in Griechenland spielte Lochhead in der U-23-Auswahl, die Teilnahme am Endturnier wurde aber in den Play-offs gegen das australische Team verpasst.
2003 gab er in einem Freundschaftsspiel gegen den Iran sein Debüt in der A-Nationalmannschaft und entwickelte sich seither zum Stammspieler. Mit dem Gewinn des OFC-Nationen-Pokals 2008 qualifizierte man sich für den Konföderationen-Pokal 2009 in Südafrika und zugleich für die Play-offs gegen den Asien-Fünften um die WM-Teilnahme 2010.